# Ḩoseynābād-e Qāsem
Ḩoseynābād-e Qāsem (persiska: Ḩoseynābād, حسين آباد, حسين آباد قاسم) är en ort i Iran.   Den ligger i provinsen Khorasan, i den östra delen av landet, 900 km sydost om huvudstaden Teheran. Ḩoseynābād-e Qāsem ligger 1 863 meter över havet och antalet invånare är 196.
Terrängen runt Ḩoseynābād-e Qāsem är lite kuperad. Trakten runt Ḩoseynābād-e Qāsem är nära nog obefolkad, med mindre än två invånare per kvadratkilometer. Närmaste större samhälle är Seyyedāl, 0,72 km söder om Ḩoseynābād-e Qāsem. Trakten runt Ḩoseynābād-e Qāsem är ofruktbar med lite eller ingen växtlighet.